# OR4D1
OR4D1 (англ. Olfactory receptor family 4 subfamily D member 1) – білок, який кодується однойменним геном, розташованим у людей на короткому плечі 17-ї хромосоми. Довжина поліпептидного ланцюга білка становить 310 амінокислот, а молекулярна маса — 35 240.
| 10         |  | 20         |  | 30         |  | 40         |  | 50         |
| ---------- |  | ---------- |  | ---------- |  | ---------- |  | ---------- |
| MEPQNTTQVS |  | MFVLLGFSQT |  | QELQKFLFLL |  | FLLVYVTTIV |  | GNLLIMVTVT |
| FDCRLHTPMY |  | FLLRNLALID |  | LCYSTVTSPK |  | MLVDFLHETK |  | TISYQGCMAQ |
| IFFFHLLGGG |  | TVFFLSVMAY |  | DRYIAISQPL |  | RYVTIMNTQL |  | CVGLVVAAWV |
| GGFVHSIVQL |  | ALILPLPFCG |  | PNILDNFYCD |  | VPQVLRLACT |  | DTSLLEFLMI |
| SNSGLLVIIW |  | FLLLLISYTV |  | ILVMLRSHSG |  | KARRKAASTC |  | TTHIIVVSMI |
| FIPCIYIYTW |  | PFTPFLMDKA |  | VSISYTVMTP |  | MLNPMIYTLR |  | NQDMKAAMRR |
| LGKCLVICRE |  |            |  |            |  |            |  |            |

A: Аланін

C: Цистеїн

D: Аспарагінова кислота

E: Глутамінова кислота

F: Фенілаланін

G: Гліцин

H: Гістидин

I: Ізолейцин

K: Лізин

L: Лейцин

M: Метіонін

N: Аспарагін

P: Пролін

Q: Глутамін

R: Аргінін

S: Серин

T: Треонін

V: Валін

W: Триптофан

Кодований геном білок за функціями належить до рецепторів, g-білокспряжених рецепторів, білків внутрішньоклітинного сигналінгу. 
Локалізований у клітинній мембрані, мембрані.